# 1993-as wimbledoni teniszbajnokság
Az 1993-as wimbledoni teniszbajnokság az év harmadik Grand Slam-tornája, a wimbledoni teniszbajnokság 107. kiadása volt, amelyet június 21–július 4. között rendeztek meg. A férfiaknál az amerikai Pete Sampras, nőknél a német Steffi Graf nyert.

## Döntők

### Férfi egyes
Pete Sampras -  Jim Courier 7-6(7-3) 7-6(8-6) 3-6 6-3

### Női egyes
Steffi Graf -  Jana Novotná 7-6(8-6) 1-6 6-4

### Férfi páros
Todd Woodbridge /  Mark Woodforde -  Grant Connell /  Patrick Galbraith 7-5 6-3 7-6(7-4)

### Női páros
Gigi Fernández /  Natallja Zverava -  Larisa Neiland /  Jana Novotná 6-4 6-7(4-7) 6-4

### Vegyes páros
Mark Woodforde /  Martina Navratilova -  Tom Nijssen /  Manon Bollegraf 6-3 6-4

## Juniorok

### Fiú egyéni
Răzvan Sabău –  Jimy Szymanski 6–1, 6–3

### Lány egyéni
Nancy Feber –  Rita Grande 7–6(3), 1–6, 6–2

### Fiú páros
Steven Downs /  James Greenhalgh –  Neville Godwin /  Gareth Williams 6–7(6), 7–6(4), 7–5

### Lány páros
Laurence Courtois /  Nancy Feber –  Hiroko Mochizuki /  Yuka Yoshida 6–3, 6–4